# Claude Kelman
Pour les articles homonymes, voir Kelman.
Claude Kelman (né Kelman Fajgenbaum le 17 octobre 1907 à Varsovie et mort le 27 septembre 1996 à Paris 16e) est un industriel juif français, né en Pologne, membre de la Résistance, qui devient un dirigeant de la Fédération des sociétés juives de France (FSJF). Il est un des cofondateurs du CRIF (CRIF).

## Biographie
Kelman Fajgenbaum est né le 17 octobre 1907 à Varsovie, en Pologne.

### La Résistance
En 1942, Claude Kelman, le nom dans la Résistance de Kelman Fajgenbaum, devient membre du comité Dubouchage (boulevard Dubouchage) à Nice. Créé par un Juif d'Odessa, Yaakov Doubinsky, le comité Dubouchage est un comité d'aide aux Juifs réfugiés dans la région. Il leur apporte aide financière et faux papiers.
En septembre 1943, il adhère à l'Armée Juive (AJ). Il est chargé de recruter des jeunes Juifs pour les faire rejoindre les armées alliées grâce aux passages en Espagne. Il assure aussi la diffusion de tracts antinazis et du dépistage des dénonciateurs de Juifs.
Repéré par la Gestapo, il quitte Nice le 15 janvier 1944 pour Lyon où il continue les mêmes activités. Il est chargé à plusieurs reprises des contacts entre Lyon et le corps franc de l'Armée Juive (AJ) de Paris.

## La Fondation du CRIF
Claude Kelman est un des fondateurs du CRIF.

## Fédération des sociétés juives de France(FSJF)
Claude Kelman est un dirigeant de la Fédération des sociétés juives de France (FSJF).

## Articles
- Claude Kelman. L'activité des organisations juives dans la zone italienne. Le Monde Juif. 149 (septembre-décembre 1993): 90-84[6].

## Honneurs
- Chevalier de l'ordre national du Mérite.
- il reçoit le 1er décembre 1983 la médaille de vermeil de la ville de Paris lors de la cérémonie du quarantième anniversaire du Centre de documentation juive contemporaine à l'Hôtel de Ville de Paris.
- Chaire Paulette & Claude Kelman pour l'étude des Juifs en France à l'université hébraïque de Jérusalem[7].
- Résidence Claude Kelman à Créteil. Pour les survivants de la Shoah[8].

## Bibliothèque yiddish
La bibliothèque yiddish de Claude Kelman se trouve à la Maison de la culture yiddish Bibliothèque Medem.

## Dons
Claude Kelman est un donateur au Musée d'art et d'histoire du Judaïsme.